# Eusterinx truculenta
Eusterinx truculenta là một loài tò vò trong họ Ichneumonidae.